# Voith (azienda)
Il Voith Group (IPA fɔʏ̯t) è una società tedesca con sede a Heidenheim an der Brenz. È una impresa familiare attiva nel settore metalmeccanico da generazioni, in particolare nella produzione di macchine per cartiera, propulsioni per l'ingegneria navale e sistemi di trasmissione del moto nell'industria automobilistica, freni e automazione.

## Storia

### 1825-1867: J. M. Voith e la carta
Johann Matthäus Voith acquisì nel 1825 l'officina meccanica del padre a Heidenheim con cinque dipendenti che erano attivi nella riparazione di mulini ad acqua nelle cartiere.
Nel 1830 a Heidenheim c'erano oltre 600 lavoratori in 15 fabbriche, in particolare nel settore tessile. Nello stesso anno Johann Matthäus Voith con la sua impresa costruì una macchina per la produzione di carta di Johann Jakob Widmann da Heilbronn.
Voith sviluppò dal brevetto di Friedrich Gottlob Keller la prima macchina per produrre la polpa di cellulosa. Da quel momento la società si ingrandì sempre più e il 28. settembre 1849 l'officina ebbe una superficie di 7000 fl., otto anni dopo di 15.000 fl. Nel 1850  Johann Matthäus Voith entrò nel Consiglio comunale, nel 1855 ampliò l'attività ulteriormente permettendosi di pagarsi il viaggio alla Esposizione universale di Parigi.
Nel 1825 la Voith aveva 5 collaboratori Nel 1853, 7 e nel 1867, circa 35.
Dopo il 1850 iniziò anche l'attività di riparazione di macchine e l'importazione di macchine dall'Inghilterra.
La commercializzazione di macchine per la carta a Heinrich Voelter. Dal 1856 con macchine per la polpa di cellulosa e poi dal 1861 con raffinatori per legno. Iniziò così la specializzazione dell'impresa Voith per il legno e la carta.
Nel 1863 venne acquisita una macchina a vapore, una delle poche a Heidenheim. Per la produzione di ghisa e acciaio. Nel 1863 Friedrich Voith compra un mulino ad acqua.
Dalla Voelters Papierfabrik nel 1864 viene la commessa per otto cilindri Holländer. L'attività cambiò nome da Mechanicus Voith a Mechanische Werkstätte und Eisengießerei.

### 1867-1913: dall'officina all'industria

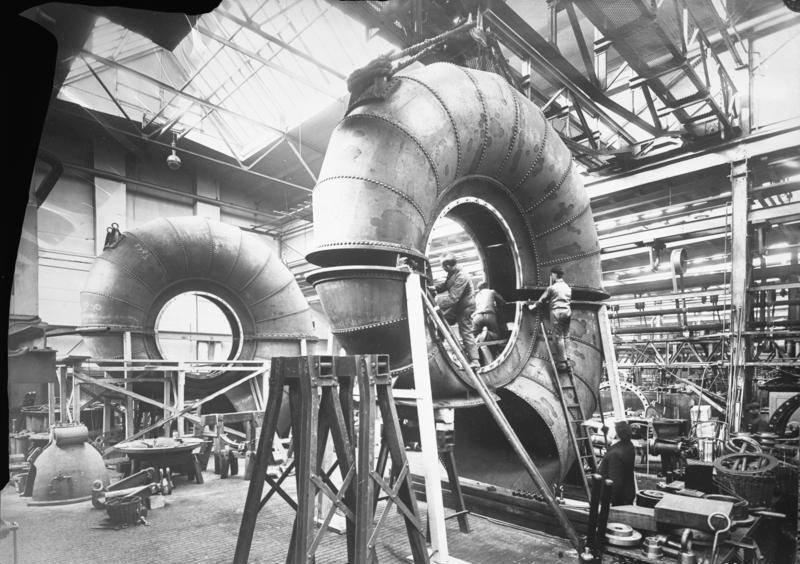
Montaggio di una turbina a spirale Voith per un generatore di elettricità di 3677 kW, per la Kraftwerk Nore in Norvegia, novembre 1928

Il primo gennaio 1867 viene fondata la firma J. M. Voith, con 35 collaboratori in azienda. Lavora anche il figlio di Johann Matthäus Voith, il ventiseienne Friedrich Voith. Nel 1869 la Voith registra il primo brevetto per una macchina per la lavorazione della polpa di legno. Il 18 novembre 1869 nasce alla camera di commercio la Maschinenfabrik und Eisengießerei von J. M. Voith in Heidenheim.

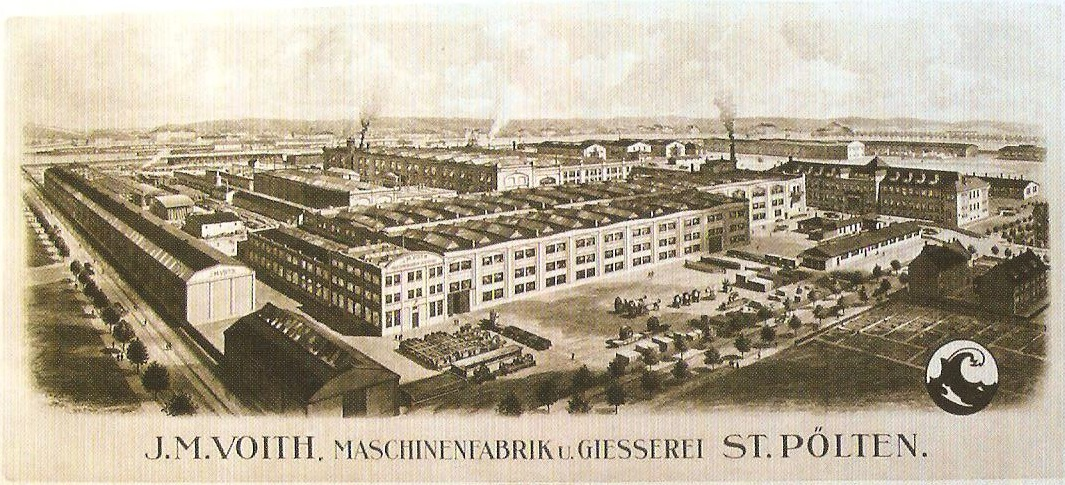
Nel 1904 apre la prima consociata, la Maschinenfabrik J. M. Voith a St. Pölten, ca. 1910

Nel 1871 la fonderia ha otto anni, vengono prodotti annualmente 240 tonnellate. Nel 1880 vengono prodotte 380 tonnellate con 34 lavoratori, nel 1890 1401 tonnellate con 106 lavoratori e nel 1900 arrivarono a 3098 tonnellate con 220 lavoratori. Arrivò ad essere la seconda fonderia del Württemberg.
Alla Esposizione mondiale del 1873 a Vienna, Friedrich Voith e Heinrich Voelter si presentarono con la fresatrice Voith. Nel 1879 viene sviluppata da Adolf Pfarr la prima turbina autoregolamentate.
Nel 1881 la Voith presenta la prima Voith-Papiermaschine PM1 con 2,35 metri di larghezza, per la Raithelhuber, Bezner & Cie. di Gemmrigheim.
Nel 1890 vengono realizzate le prime turbine Pelton. Nello stesso anno Friedrich Voith diventa commendatore ad opera di Carlo I di Württemberg. Nel 1892 viene visitata l'azienda da Guglielmo II di Württemberg. Nel 1892 la società aveva 330 dipendenti ed era la seconda più grande del Regno del Württemberg.
Iniziarono in quegli anni scontri sociali tra la proprietà e le maestranze.
Nel 1904 viene fondata la società austriaca a St. Pölten (ora Voith Austria Holding).
Nel 1908 viene creata la parte sperimentale idraulica Brunnenmühle a Heidenheim. Nasce così la prima fabbrica specializzata in pompe per centrale idroelettrica della Germania.
Nel 1908 la società aveva 800 collaboratori a Heidenheim.
Friedrich Voith muore nel 1913 e il terzo figlio Hanns prende il suo posto.

### 1913-1945
Dopo la prima guerra mondiale i fratelli Voith cambiano strategia industriale. Nel 1922 inizia la produzione di ingranaggi e continuano nella produzione di turbine. Viene negli anni successivi prodotta con Viktor Kaplan la turbina Kaplan.
Nel 1927 l'opera di Ernst Schneider assieme alla divisione austriaca a Sankt Pölten porta al brevetto della propulsore Voith Schneider.
Nel 1929 viene prodotta il primo accoppiamento idromeccanico Convertitore di coppia secondo il principio Föttinger di Hermann Föttinger. Viene così posta la base per lo sviluppo della società nell'industria ferroviaria e nei trasporti stradali.
Dagli anni '30 verrà usata in diversi natanti compreso le motobarcapompa, il propulsore Voith Schneider.
Durante la seconda guerra mondiale nel 1942 muore Hanns Voith. Il 24 aprile 1945 l'esercito US Army entra verso Heidenheim e da un ultimatum alla città, di arrendersi. Il sindaco non si trovava. La resa venne data da Hanns Voith in persona.

### 1945-1983
Nel 1947 venne consegnata alla Norvegia la prima turbina Voith. La prima consegna dopo la fine della guerra del Baden-Württemberg. Vennero poi consegnate otto propulsioni Voith-Schneider per la United Africa Co. nel 1949 così come 46 turbine Voith al Brasile e una macchina per cartiera alla Olanda nel 1951.
Vengono prodotte tre trasmissioni Wandler e Diwabus nel 1952. Nel 1953 viene sviluppata la macchina per carta per la Feldmühle AG.

### 1983 ad oggi
Attraverso l'acquisizione della Appleton Mills nel 1983, Voith entra nella Bespannungstechnik. Nel 1986 la statunitense Allis-Chalmers di York (Pennsylvania). Nel 1994 si crea la collaborazione tra Voith e la Sulzer AG nel ramo cartiero.
Nel 2000 viene fondata la Voith Siemens Hydro Power Generation, joint-venture per turbine e generatori.
Nel 2001 acquisisce la Voith Paper Holding la divisione macchine per carta della Jagenberg AG. Nel 2006 apre a Heidenheim il Papierforschungszentrum-Voith Paper Technology Center.
Nasce il „Brunnenmühle“ per la ricerca e lo sviluppo nella tecnologia per l'energia idraulica della Voith Hydro. Durante la fiera Shipbuilding, Machinery & Marine Technology del 2010, la Voith Turbo presenta la prima elica ad anello per la nautica.
In 18 mesi di lavoro viene creata la Voith Maxima la locomotiva elettroidraulica più prestante del mondo. Dal 2010 nasce anche la Voith Gravita per la Deutsche Bahn.
Nell'estate 2010 a Mutriku viene installata la prima piattaforma per energia del moto ondoso del mondo, commerciale. Voith fornisce l'ente spagnolo Ente Vasco de la Energia (EVE) con 16 turbine Wells. Con potenza totale di 300 Kilowatt.
Nel 2010 la Voith AG diventa Voith GmbH. Dal 1º agosto 2017 la Voith GmbH diventa Voith GmbH & Co. KGaA.
Nello stesso anno la parte di proprietà Voith della KUKA viene ceduta.

## Struttura

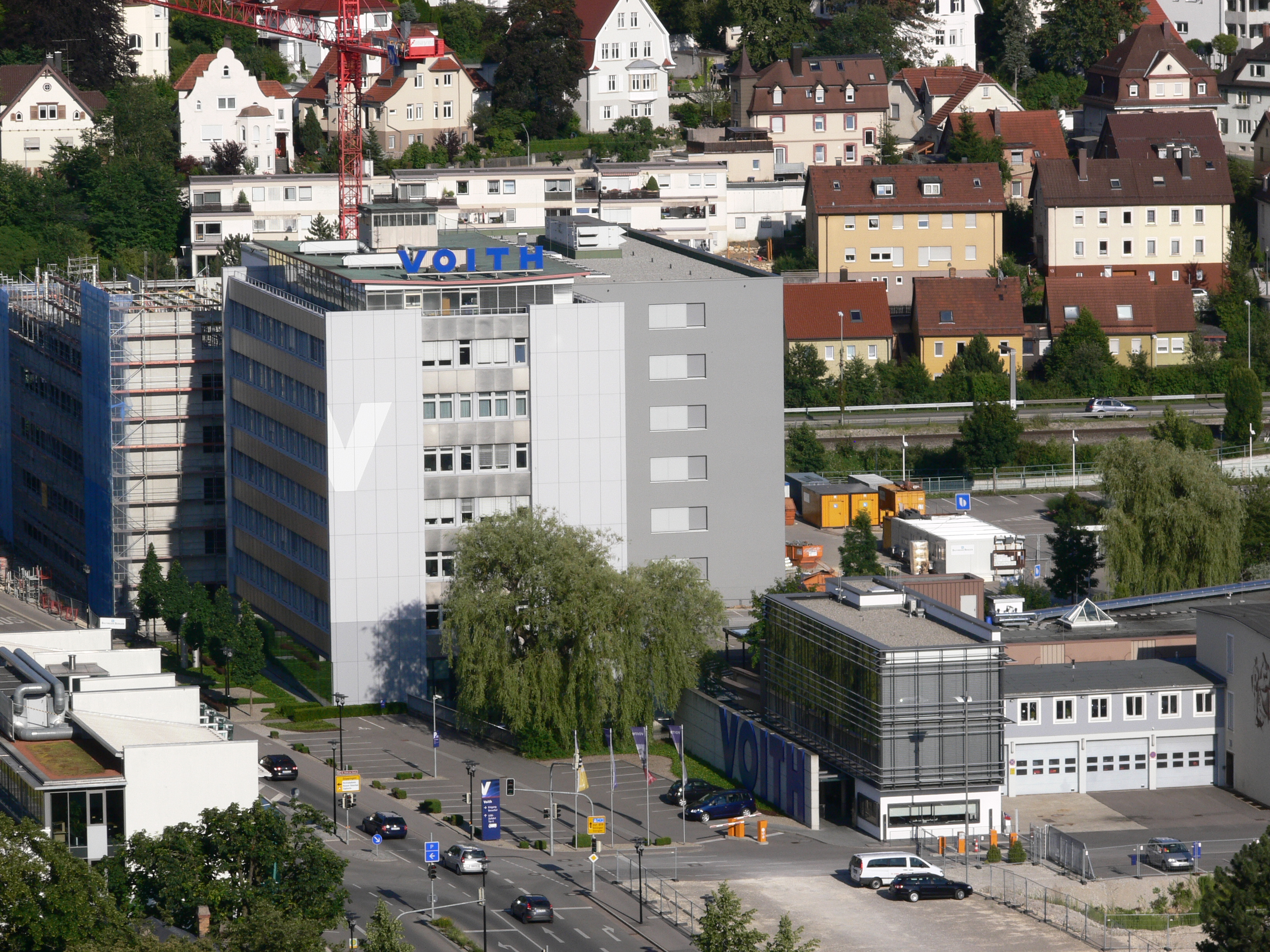
Sede centrale a Heidenheim

### Voith Hydro
Voith Hydro, già Voith Siemens Hydro Power Generation, per la produzione di turbine con Voith e Siemens Sector Energy).
Circa un quarto delle turbine per energia idroelettrica installate nel mondo sono Voith.

### Voith Paper
Voith Paper per la produzione di macchine per la produzione della carta.

### Voith Turbo
La Voith Turbo per la produzione di sistemi meccanici e idraulici nella trasmissione del moto nel settore trasporti e non.
Leistungsschwerpunkte in der Gruppe sind:

### Voith Digital Ventures
Internet delle cose (IoT) e
- Voith Robotics
- Voith Innovation Lab
- Ray Sono
- merQbiz
- Flow Link